# Adalbert Bauch
Adalbert Bauch (* 20. Juni 1939 in Göttkendorf) ist ein deutscher Politiker (DDR-CDU, ab 1990 CDU). Er  war Mitglied des Thüringer Landtags in der 1. Wahlperiode 1990–1994 und in der 2. Wahlperiode 1994–1999. 
Bauch wurde Wasserbau-Facharbeiter (bis 1958). Anschließend war er bis 1974 Hygieneinspektor und Fachinspektor für Lebensmittel- und Ernährungshygiene. Danach leitete er bis 1989 ein Pflegeheim, schließlich wieder Fachinspektor. 
Bauch trat 1974 der CDU der DDR bei, er war von 1974 bis 1990 Stadtverordneter der Stadt Meiningen, Vorsitzender des CDU-Ortsverbandes Meiningen und Mitglied des Kreisvorstands der CDU Schmalkalden-Meiningen.
Bauch lebt in Meiningen. Er ist katholisch, verheiratet und hat ein Kind.